# 张泓铭
张泓铭（1945年—），汉族，中华人民共和国政治人物、第十一届全国政协委员。
加入中国民主建国会，担任上海社会科学院部门经济研究所城市与房地产研究中心主任。2008年，当选第十一届全国政协委员，代表社会科学界，分入第三十三组。